# Правова система Сейшельських островів
Правова система Сейшельських островів  — це змішана правова система, що функціонує в Республіці Сейшельські острови.

## Загальна характеристика
На систему права Сейшел великий вплив здійснили англійське та французьке право. Переважно французьке походження має цивільне право, а англійське походження мають конституційне, кримінальне, кримінальне процесуальне, трудове, окремі інститути торгового права.
У 1808 р. та 1809 р. запроваджені французькі ЦК та Торговий кодекс. Утім після 1814 р. у приватно-правовій сфері вже почали вводитися англійські акти. Інколи виникали колізії між цими правовими традиціями. Новий ЦК був введений у 1975 р. Цей кодекс враховує сучасні зразки цивілістики, зокрема, це виявилося в таких нормах, наприклад, як: зрівняння прав жінок та чоловіків.
У 1976 р. прийнятий новий Торговельний кодекс, який ґрунтується на багатьох нормах англійського загального права. Цей кодекс є основним джерелом для регулювання комерційної купівлі-продажі, компаній, банкротства, морської торгівлі тощо. Також, торговельне законодавство містить, наприклад: Закон про авторське право 1982 р., Декрет про товарні знаки 1977 р. та інші.
В цивільному судочинстві основним джерелом формально залишається французький ЦПК, але під впливом англійського загального права він був замінений сейшельським кодексом.
Джерелами трудового законодавства є Закон про трудові відносини 1993 р. та Конституція. Закріплені основоположні положення права робітників на об’єднання у профспілки та на страйк. Смертна кара була скасована у 1993 р.
Кримінальний процес не відрізняється суттєво від європейських прикладів, належить до змагальної моделі. Закріплені основоположні права людини. Діє суд присяжних у справах про вбивство та зраду.

## Судова система та органи контролю
Судову систему складають мирові судді, Магістратський суд, Верховний та Апеляційний суди.
Питання порушення, застосування та тлумачення Конституції є юрисдикцією Верховного суду, тоді він називається Конституційним судом. Також він виступає першою інстанцією в найбільш важливих цивільних та кримінальних справах.
Орган по конституційним призначенням (цей орган складається з трьох осіб: Президента, Голови опозиції та ще однієї особи, яку призначають інші двоє членів цього органу) пропонує Президентові суддів, яких він призначає на 7-річний до Верховного та Апеляційного судів. Особливістю є те, що майже всі професійні судді є громадянами інших держав – членів Співдружності Націй.  Аналогічною є процедура призначення 
Генерального аторнея, Омбудсмана і Генерального аудитора.
Функцію кримінального переслідування виконує Генеральний аторней.
Омбудсмен наглядає за додержанням прав людини.
Фінансовий контроль здійснюється Генеральним аудитором.